# Maciej Rybus
Maciej Rybus (Łowicz, 19 de agosto de 1989) es un futbolista polaco. Juega de centrocampista y se encuentra sin equipo tras abandonar el F. C. Rubin Kazán.

## Selección nacional
Ha sido internacional con la selección de fútbol de Polonia en 66 ocasiones y ha marcado 2 goles. Debutó el 14 de noviembre de 2009, en un encuentro amistoso ante la selección de Rumania que finalizó con marcador de 1-0 a favor de los rumanos.
Disputó la Copa Mundial de Fútbol de 2018 en Rusia, en la que la selección de Polonia no pudo pasar de la primera fase.

### Participaciones en Copas del Mundo
| Mundial                        | Sede  | Resultado    |
| ------------------------------ | ----- | ------------ |
| Copa Mundial de Fútbol de 2018 | Rusia | Primera fase |

### Participaciones en Eurocopas
| Eurocopa      | Sede              | Resultado    |
| ------------- | ----------------- | ------------ |
| Eurocopa 2012 | Polonia y Ucrania | Primera fase |
| Eurocopa 2020 | Europa            | Primera fase |

## Clubes
| Club                     | País    | Año       |
| ------------------------ | ------- | --------- |
| Legia de Varsovia        | Polonia | 2007-2012 |
| Terek Grozny             | Rusia   | 2012-2016 |
| Olympique de Lyon        | Francia | 2016-2017 |
| F. C. Lokomotiv de Moscú | Rusia   | 2017-2022 |
| F. C. Spartak de Moscú   | Rusia   | 2022-2023 |
| F. C. Rubin Kazán        | Rusia   | 2023-2024 |

## Palmarés

### Campeonatos nacionales
| Título                | Club                  | País    | Año  |
| --------------------- | --------------------- | ------- | ---- |
| Supercopa de Polonia  | Legia de Varsovia     | Polonia | 2008 |
| Copa de Polonia       | Legia de Varsovia     | Polonia | 2008 |
| Copa de Polonia       | Legia de Varsovia     | Polonia | 2011 |
| Copa de Polonia       | Legia de Varsovia     | Polonia | 2012 |
| Liga Premier de Rusia | F. C. Lokomotiv Moscú | Rusia   | 2018 |
| Copa de Rusia         | F. C. Lokomotiv Moscú | Rusia   | 2019 |
| Supercopa de Rusia    | F. C. Lokomotiv Moscú | Rusia   | 2019 |
| Copa de Rusia         | F. C. Lokomotiv Moscú | Rusia   | 2021 |